# Nafisa Joseph
Nafisa Joseph (Bangalore, 28 mars 1978 - Versova, 29 juillet 2004) est une mannequin indienne. 

## Biographie
Elle a remporté le concours Miss Inde 1997 et a fait partie des dix finalistes de Miss Univers 1997.